# Vitonen
La Vitonen (in finlandese Numero cinque) è la settima divisione del campionato di calcio finlandese ed è gestita a livello regionale. 
È composta da 22 gironi all'italiana, con una suddivisione provinciale. Le squadre promosse salgono nella Nelonen; le retrocesse scendono nella Kutonen.

## Gruppi
I gironi sono così ripartiti per regione:
- Helsinki - 3 gruppi (30 squadre)

Gruppo 1 2010
Gruppo 2 2010
Gruppo 3 2010
- Uusimaa - 4 gruppi (40 squadre)

Gruppo 1 2010 Archiviato il 2 marzo 2012 in Internet Archive.
Gruppo 2 2010 Archiviato il 2 marzo 2012 in Internet Archive.
Gruppo 3 2010 Archiviato il 2 marzo 2012 in Internet Archive.
Gruppo 4 2010 Archiviato il 2 marzo 2012 in Internet Archive.
- Kaakkois-Suomi (Finlandia Sud-orientale) - 2 gruppi (17 squadre)

Gruppo Sud 2010
Gruppo Nord 2010
- Itä-Suomi (Finlandia orientale) - 3 gruppi (19 squadre)

Gruppo A 2010 Archiviato il 3 marzo 2012 in Internet Archive.
Gruppo B 2010 Archiviato il 6 settembre 2010 in Internet Archive.
Gruppo C 2010 Archiviato il 3 marzo 2012 in Internet Archive.
- Keski-Suomi (Finlandia centrale)- 1 gruppo (17 squadre)

Risultati 2010 Archiviato il 21 luglio 2010 in Internet Archive.
- Pohjois-Suomi (Finlandia settentrionale)- 2 gruppI (11 squadre)

Gruppo A Oulu 2010
Gruppo B Oulu 2010
- Keski-Pohjanmaa  (Ostrobotnia centrale)- 1 gruppo (12 squadre)

Risultati 2010
- Vaasa  - 1 gruppo (12 squadre)

Risultati 2010
- Satakunta - 1 gruppo (9 squadre)

Risultati 2010
- Tampere - 2 gruppi (24 squadre)

Gruppo 1 2010
Gruppo 2 2010
- Turku - 2 gruppi (24 squadre)

Upper section 2010
Lower section 2010